# Northrop X-21
Il Northrop X-21 fu un aereo sperimentale statunitense utilizzato, negli anni sessanta dalla NASA per lo studio di sistemi di controllo dello strato limite.

## Storia del progetto
Uno dei principali campi di ricerca della NACA fu (dalla sua nascita fino alla fusione nella NASA) rivolto allo studio del flusso laminare sui profili alari.
Nel 1960 la divisione Wright Air Development Division della United States Air Force si dedicò a sviluppare dei sistemi attivi per il controllo dello strato limite per garantire la massima autonomia per un velivolo subsonico destinato ad operare ad alta quota. La Northrop, con un contributo della USAF e della Federal Aviation Administration modificò, sotto la supervisione della WADD, una coppia di Douglas WB-66D denominandoli X-21A e X-21B (numeri di serie 55-0408 e 55-0410).
Nell'aprile del 1963, presso la base aerea di Edwards, iniziarono i voli prova dell'X-21A. L'eccessiva sensibilità del sistema alla contaminazione con agenti atmosferici o polveri unita alla mancanza di risorse drenate dalla guerra del Vietnam, portarono alla chiusura del programma nel 1966.

## Tecnica
Il controllo dello strato limite è una tecnologia che offre significativi guadagni in termini di coefficiente di resistenza, a tutto vantaggio dell'autonomia operativa. In regime laminare, infatti, la resistenza di attrito del profilo è minima. In linea teorica, un'ala che riuscisse a mantenere per l'80 percento sul suo profilo condizioni di flusso laminare, mostrerebbe un coefficiente di resistenza minore del 25% rispetto a un'ala analoga investita da uno strato limite turbolento.
Le ali dell'X21 furono modificate nelle dimensioni e nell'angolo di freccia (ridotto da 35° a 30°), introducendo una serie di fessure (800.000 in tutto) sul profilo attraverso cui lo strato limite turbolento veniva aspirato via, riportando sull'ala condizioni di flusso laminare. Al posto dei motori originali Allison J71 montati sotto le ali, furono installati due General Electric XJ79-GE-13 nella parte posteriore della fusoliera. L'aria compressa spillata dai J79 veniva convogliata in due turbine montate sotto le ali che provvedevano all'aspirazione dello strato limite dalle fessure sulle ali.
Nella cabina di pilotaggio trovavano posto un pilota e due ingegneri di volo, mentre altri due ingegneri erano ospitati nella parte centrale della fusoliera, in corrispondenza delle ali.

## Impiego operativo

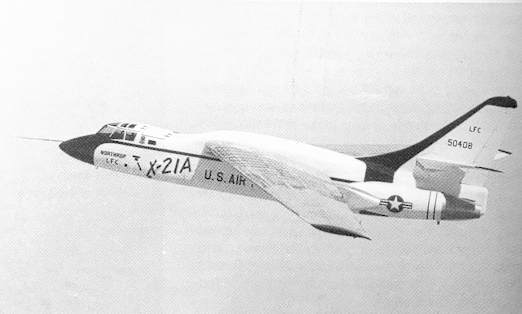
X-21A durante le prove in volo

Durante le prove iniziali furono riscontrati notevoli problemi con i materiali porosi e le fessure dovuti a detriti ed impatti con insetti ed agenti atmosferici che causavano la loro occlusione. In alcune condizioni di volo, il rapido raffreddamento dell'aria aspirata attraverso i fori creava cristalli di ghiaccio che, occludendo le aperture, portavano a brusche variazioni nel flusso laminare. Alla fine del programma, comunque, furono ottenute condizioni di strato limite laminare sul 95% delle aree previste.
Il programma X-21, nonostante gli inconvenienti dovuti all'ostruzione dei fori, fornì una inedita messe di dati sugli effetti delle irregolarità delle superfici e della tridimensionalità dell'apertura alare sullo strato limite laminare.

## Esemplari attualmente esistenti
Entrambi gli X-21 giacciono, in stato di abbandono, presso la Edwards Air Force Base in California.